# 팻 프리스트
팻 프리스트(Pat Priest, 1936년 8월 15일 ~ )는 미국의 배우이다. 텔레비전 시트콤 《더 먼스터스》(The Munsters) 시즌 2의 "메릴린 먼스터"로 유명하다.